# Lepidostoma podagrum
Lepidostoma podagrum är en nattsländeart som först beskrevs av Mclachlan 1871.  Lepidostoma podagrum ingår i släktet Lepidostoma och familjen kantrörsnattsländor. Inga underarter finns listade i Catalogue of Life.